# Ceratispa normanbyensis
Ceratispa normanbyensis es un coleóptero de la familia Chrysomelidae.
Fue descrita científicamente en 1960 por Gressitt.